# U-264
U-264 — средняя немецкая подводная лодка типа VIIC времён Второй мировой войны.

## История
Заказ на постройку субмарины был отдан 15 августа 1940 года. Лодка была заложена 21 июня 1941 года на верфи Бремен-Вулкан под строительным номером 29, спущена на воду 2 апреля 1942 года. Лодка вошла в строй 22 мая 1942 года под командованием оберлейтенанта Хартвига Лукса.

### Флотилии
- 22 мая 1942 года — 31 октября 1942 года — 8-я флотилия (учебная)
- 1 ноября 1942 года — 19 февраля 1944 года — 6-я флотилия

### История службы
Лодка совершила 5 боевых походов, потопила 3 судна суммарным водоизмещением 16 843 брт.
Потоплена 19 февраля 1944 года в Северной атлантике, в районе с координатами 48°31′ с. ш. 22°05′ з. д. глубинными бомбами с британских шлюпов HMS Woodpecker и HMS Starling. 52 члена экипажа спаслись (погибших не было).

### Волчьи стаи
U-264 входила в состав следующих «волчьих стай»:
- Rochen 16 — 25 февраля 1943
- Specht 27 апреля — 4 мая 1943
- Fink 4 мая — 6 мая 1943

### Атаки на лодку
- 20 ноября 1942 года в центральной Атлантике, в районе с координатами 49°25′ с. ш. 45°25′ з. д.HGЯO корвет  HNoMS Potentilla атаковал глубинными бомбами подводную лодку. Считалось, что тогда была потоплена U-184, однако атаке подверглась U-264, избежавшая повреждений.
- 17 апреля 1943 года эскортные корабли конвоя HX-233 атаковали лодку глубинными бомбами, нанеся ей тяжёлые повреждения. После ремонта силами экипажа лодка продолжила патрулирование.
- 4 октября 1943 года «дойная корова» U-460 заправляла U-264, U-422 и U-455, когда их атаковал самолёт типа «Эвенджер» с эскортного авианосца USS Card. После отражения зенитным огнём первой атаки три «семёрки» экстренно погрузились, избежав повторной атаки. Позже в тот же день U-264 снова была атакована самолётом и на этот раз получила серьёзные повреждения, после чего начала возвращение на базу. По пути она встретила тяжёлый крейсер  HMS Sussex, наведённый радиоразведкой на германский прорыватель блокады Hohenfriedberg. Немецкое судно было потоплено, субмарина вышла в атаку на крейсер, но торпеды в цель не попали. После этого крейсер покинул район, а подлодка спасла экипаж тонущего судна и в итоге доставила людей во Францию.

U-264 была первой из боевых лодок в германском флоте оснащена шноркелем — в декабре 1943 года.

### Расшифровка сообщения
В районе 2006-2008 гг. удалось расшифровать одно из сообщений с ПЛ.
«NCZW VUSX PNYM INHZ XMQX SFWX WLKJ AHSH NMCO CCAK UQPM KCSM HKSE INJU SBLK IOSX CKUB HMLL XCSJ USRR DVKO HULX WCCB GVLI YXEO AHXR HKKF VDRE WEZL XOBA FGYU JQUK GRTV UKAM EURB VEKS UHHV OYHA BCJW MAKL FKLM YFVN RIZR VVRT KOFD ANJM OLBG FFLE OPRG TFLV RHOW OPBE KVWM UQFM PWPA RMFH AGKX IIBG»
«Вынужден погрузиться во время атаки. Измерения глубины. Последняя позиция врага 0830, AJ9863, 220 градусов, 8 узлов. Следую за врагом. 
Падение давления 14 мегабар, ветер северо-северо-восточный, сила 4, видимость 10 морских миль. Хартвиг Лукс, командир подводной лодки U-264, 25 ноября 1942 года».